# Kozłówka (gmina)
Kozłówka (alt. Kozłowa, od 1874 Kamionka) – dawna gmina wiejska istniejąca w XIX wieku w guberni lubelskiej. Siedzibą władz gminy była Kozłówka.
Za Królestwa Polskiego gmina Kozłówka należała do powiatu lubartowskiego w guberni lubelskiej. 13 stycznia 1870 do gminy przyłączono pozbawioną praw miejskich Kamionkę.
Gmina została zniesiona w 1874 roku przez przemianowanie na gmina Kamionka.